# Lemony Snicket - En ulykke kommer sjældent alene
Lemony Snicket – En ulykke kommer sjældent alene (eng: Lemony Snicket's A Series of Unfortunate Events) er en amerikansk Oscar-vindende film fra 2004, instrueret af Brad Silberling. Den er baseret på de tre første bøger, Den onde greve (The bad beginning), Slangeværelset (The reptile room) og Tårepersersøen (The wide window) i Lemony Snickets bogserie. Filmen blev nomineret til fire Oscars og vandt en for "Best Makeup". Medvirkende i filmen er Emily Browning som Violet Baudelaire, Liam Aiken som Klaus Baudelaire og Kara og Shelby Hoffman som Sunny Baudelaire. Sidst, men ikke mindst også Jim Carrey, som den ondskabsfulde Grev Olaf.
Som i bøgerne er det er uklart hvorhenne og hvornår historien begynder.

## Handling
Filmen bliver fortalt af Lemony Snicket (Jude Law), som optræder som silhuet en gang i mellem i løbet af filmen, skriver historien på en skrivemaskine i det der ser ud til at være det indre af et ur. Den opfindsomme Violet Baudelaire (Emily Browning), den intelligente Klaus Baudelaire (Liam Aiken) og deres skarptandet, bedårende lillesøster Sunny (Kara og Shelby Hoffman) er forældreløse, efter at en mystisk brand brændte deres forældres villa. Efter nogle få vanskeligheder bliver overladt til deres fjerne, fjerne slægtning Grev Olaf (Jim Carrey), som bor alene i et meget uhyggeligt hus. Olaf lover at tage sig af børnene "som var de virkeligt ønsket", men han er i virkeligheden kun interesseret i den enorme sum penge, som Violet vil få til rådighed, når hun fylder 18. I mellemtiden behandler han børnene som slaver.
Efter at Olaf har forsøgt at dræbe børnene, ved at parkerer hans bil, med dem i, ude midt på nogle togskinner, hvor et tog kommer kørende, beslutter Mr. Poe (han tror, at Olaf har ladet Sunny køre bilen) at lade børnene flytte ind hos deres onkel, Dr. Montgomery, en ivrig, excentrisk krybdyrsbiolog, som har et rum fyldt med forskellige bizarre og uhyggelige krybdyr, der planlægger en forskningstur til Peru. Hos Monty er der hyggeligt og børnene har det endelig godt i meget lang tid – indtil den dag Olaf dukker op igen. Han har "forklædt" sig som en skaldet og moderne klædt mand, kaldet Stephano, og er kommet i stedet for Montys assistent, Gustav. Børnene ser selvfølgelig straks igennem hans forklædning og de formår, at overbevise Monty om at Stephano er en forræder, men formår ikke at fortalt Olafs egentlige formål, da Monty bliver overbevist om den antydet Stephano er en forklædt konkurrent, som er ude på at finde ud af Montys nylige opdagelser. Olaf dræber senere Monty og forsøger, at skyde skylden på en tam slange, men takket være Sunny går slangen fri. Børnene forsøger herefter, at overbevise Mr. Poe og en betjent om Olafs uskyld, men greven når at fatte mistanke og flygte.
Børnene er nu tvunget til at flytte igen, denne gang hen til kysten af Lake Lachrymose, hvor deres tante, Josephine Anwhistle (Meryl Streep) bor. Hun ser ud til at have en meget irriterende fobi for alt muligt og dog bor hun i et meget uholdbart hus ud over skrænten af klippe flere meter over havet. Huset bliver holdt oppe af tynde træstolper og inkluderer et enormt vindue med udsigt over Lachrymose. En dag dukker Olaf op igen, nu forklædt som sømand, og han forfører Josephine. Børnene opdager snart, at Josephine er forsvundet og det store vindue er smadret, og de tror, at hun har begået selvmord. Hun efterlader, hvad ser ud til at være et selvmordsbrev, men det er faktisk skjult i brevet, at hun har gemt sig i Curdled Cave på den anden side af søen. Før børnene kan følge efter hende, bliver huset revet omkuld af en orkan, hvor i tre af Josephines fobier bliver virkelig. Børnene flyver og får reddet Josephine ud af grotten, men så møder de Olaf, som tager børnene og lader Josephine tilbage på søen omringet af dødsensfarlige iler. Mr. Poe dukker nu op og giver ham forældremyndigheden over børnene, fordi han tror Olaf reddede Klaus fra iglerne.
Hjemme ved Olaf igen, planlægger Olaf et rigtig skuespil med ham selv og Violet i hovedrollerne. I skuespillet vil hans karakter og Violet blive gift, men på sådan en måde at det bliver gyldigt og han får adgang til deres mange penge. Dette vil ske, da Olaf får en rigtig præst, Justice Strauss (Catherine O'Hara), til også at spille præst i stykket, så ægteskabet vil blive gyldigt. For at være sikker på at Violet indvilliger i skuespillet har han taget Sunny til fange. Imens skuespillet er i gang, forsøger Klaus at befri Sunny, som er fanget i et bur flere meter over jorden. Imens han forsøger at befri hende, opdager han et enormt øjeformet forstørrelsesglas fastspændt mellem 6 bevægelige stolper til et stort vindue. Dette ser fuldstændig ud som på en tegning børnene fandt i tante Josephines hus, og det bliver nu tydeligt at det var Olaf, der var skyld i at børnene blev forældreløse. Efter at Violet har underskrevet ægteskabspapirerne afslører hun for publikummet, hvad Olaf er ude på. Olaf håner nu alle tilhørerne, og siger, at alle de gange børnene forsøgte at sige sandheden, så var der ingen der troede på dem. Olafs plan bliver ødelagt, da Klaus bruger forstørrelsesgalsset til at brænde ægteskabspapirerne. Snicket fortæller (for sjov) at Olaf skulle igennem alt det børnene også havde været igennem (det sammenstyrtende hus, ilerne, bilen på togskinnerne) også tilbringe resten af hans liv bag tremmer. Nå, men Snicket får øjeblikkeligt indskudt at Olaf og hans venner, som er med i et par enkelte scener, formår at stikke af.
Senere gør Mr. Poe et sidste stop ved Baudelaire-palæets ruiner, hvor børnene finder et gammelt brev fra deres forældre, hvori der står hvor meget de er elsket og at der faktisk er mere godt end ondt i verdenen.

## Skuespillere
| Rolle                   | Skuespillere                    |
| ----------------------- | ------------------------------- |
| Violet Baudelaire       | Emily Browning                  |
| Klaus Baudelaire        | Liam Aiken                      |
| Grev Olaf               | Jim Carrey                      |
| Sunny Baudelaire        | Kara og Shelby Hoffman          |
| Lemony Snicket (stemme) | Jude Law                        |
| Mr. Poe                 | Timothy Spall                   |
| Justice Strauss         | Catherine O'Hara                |
| Onkel Monty             | Billy Connolly                  |
| Tante Josephine         | Meryl Streep                    |
| Skaldet mand            | Luis Guzmán                     |
| Kritiker                | Dustin Hoffman                  |
| Fotograf                | Daniel Handler (Lemony Snicket) |

Også Helena Bonham Carter optræder som Beatrice Baudelaire, i den scene, hvor Sunny bider i bordet.

## Eksterne links
- Official Site Arkiveret 7. august 2008 hos  Wayback Machine
- Lemony Snicket - En ulykke kommer sjældent alene på Internet Movie Database (engelsk)
- Lemony Snicket - En ulykke kommer sjældent alene på Filmdatabasen
- Lemony Snicket - En ulykke kommer sjældent alene på Scope
- Lemony Snicket - En ulykke kommer sjældent alene i Svensk Filmdatabas (svensk)
- Lemony Snicket - En ulykke kommer sjældent alene på AlloCiné (fransk)
- Lemony Snicket - En ulykke kommer sjældent alene på MovieMeter (nederlandsk)
- Lemony Snicket - En ulykke kommer sjældent alene på AllMovie (engelsk)
- Lemony Snicket - En ulykke kommer sjældent alene hos American Film Institute (engelsk)
- Lemony Snicket - En ulykke kommer sjældent alene på Turner Classic Movies (engelsk)
- Lemony Snicket - En ulykke kommer sjældent alene på The Movie Database (engelsk)
- Script-O-Rama: Lemony Snicket's A Series of Unfortunate Events transcript